# Последипломный институт чёрной металлургии
Последипломный институт чёрной металлургии (Graduate Institute of Ferrous Technology, GIFT POSTECH; кор. 철강대학원, 鐵鋼大學院, Chulgang Daehakwon) — институт последипломного образования (M.Sc., Ph.D.) в области чёрной металлургии в Пхоханском университете науки и технологии (POSTECH), Южная Корея. Состоит из девяти лабораторий, специализированный на разных областях металлургии.